# Dro
Dro är en ort och kommun i provinsen Trento i regionen Trentino-Sydtyrolen i Italien. Kommunen hade 5 065 invånare (2018).